# UFC 16
UFC 16: Battle in the Bayou fue un evento de artes marciales mixtas celebrado por Ultimate Fighting Championship el 13 de marzo de 1998 en el Pontchartrain Center, en Nueva Orleans, Luisiana.

## Historia
En UFC 16 aparece el primer torneo de peso ligero de UFC, así como una pelea de campeonato de peso semipesado, un combate de peso pesado y una Superfight de peso semipesado. También se dieron dos disputas alternativas.
UFC 16 marcó la primera aparición del influyente peleador Pat Miletich, quien llegaría a crear el Miletich Fighting Systems. Tank Abbott fue comentarista invitado para la Superfight de peso pesado.
El combate por el campeonato de peso semipesado fue anunciada como la pelea principal del evento, en la que el campeón Frank Shamrock se enfrentó a Igor Zinoviev. Esta acabaría siendo la pelea final de la carrera de Zinoviev, ya que sufrió una lesión en la clavícula tras un golpe victorioso de Shamrock.

## Resultados
1. ↑  Burnett se retiró del torneo debido a un dedo roto y fue reemplazado por Brennan.
2. ↑  Burnett tuvo que retirarse del torneo debido a la fractura de un dedo que sufrió durante este combate.

## Desarrollo
|  | Semifinales       | Semifinales       | Semifinales  |              |                | Final          | Final | Final |  |
|  |                   |                   |              |              |                |                |       |       |  |
|  |                   |                   |              |              |                |                |       |       |  |
|  | Mikey Burnett     | Mikey Burnett     | TKO          |              |                |                |       |       |  |
|  | Mikey Burnett     | Mikey Burnett     | TKO          |              |                |                |       |       |  |
|  | Eugenio Tadeu     | Eugenio Tadeu     | 9:46         |              |                |                |       |       |  |
|  | Eugenio Tadeu     | Eugenio Tadeu     | 9:46         |              | Chris Brennan1 | Chris Brennan1 | 9:02  |       |  |
|  |                   |                   |              |              | Chris Brennan1 | Chris Brennan1 | 9:02  |       |  |
|  |                   |                   | Pat Miletich | Pat Miletich | SUM            |                |       |       |  |
|  | Pat Miletich      | Pat Miletich      | Pat Miletich | Pat Miletich | SUM            | DEC            |       |       |  |
|  | Pat Miletich      | Pat Miletich      |              |              |                | DEC            |       |       |  |
|  | Townsend Saunders | Townsend Saunders | 15:00        |              |                |                |       |       |  |
|  | Townsend Saunders | Townsend Saunders | 15:00        |              |                |                |       |       |  |
|  |                   |                   |              |              |                |                |       |       |  |

1Mikey Burnett se retiró del torneo debido a un dedo roto y fue reemplazado por Chris Brennan.